# Никольск (Тункинский район)
Нико́льск — село в Тункинском районе Бурятии. Входит в сельское поселение «Тунка».

## География
Расположено в Тункинской долине на левобережье Иркута, в 1 км к северу от русла реки, в 3 км к юго-востоку от центральной части села Тунка, центра сельского поселения. Через село проходит автодорога республиканского значения 03К-033 Зактуй — Аршан (5-й км трассы).

## Население
| 2002 | 2010 |
| ---- | ---- |
| 174  | ↘125 |